# 女房の殺し方教えます
『女房の殺し方教えます』（にょうぼうのころしかたおしえます、How To Murder Your Wife）は1964年のアメリカ合衆国の映画。リチャード・クワイン監督の作品で、出演はジャック・レモンなど。

## キャスト
| 役名                     | 俳優               | 日本語吹替                          |
| 役名                     | 俳優               | NETテレビ版                         |
| ------------------------ | ------------------ | ----------------------------------- |
| スタンレー・フォード     | ジャック・レモン   | 愛川欽也                            |
| フォード夫人             | ヴィルナ・リージ   | 武藤礼子                            |
| エドナ                   | クレア・トレヴァー | 寺島信子                            |
| ハロルド・ランプソン     | エディ・メイホフ   | 中村正                              |
| チャールズ・ファーバンク | テリー・トーマス   | 川久保潔                            |
| 不明 その他              |                    | 家弓家正 塩見竜介 大木民夫 村松康雄 |
|                          |                    |                                     |
| 演出                     | 演出               | 内池望博                            |
| 翻訳                     | 翻訳               | 木原たけし                          |
| 効果                     |                    |                                     |
| 調整                     |                    |                                     |
| 制作                     | 制作               | 東北新社                            |
| 解説                     | 解説               | 淀川長治                            |
| 初回放送                 | 初回放送           | 1972年9月24日 『日曜洋画劇場』      |

## スタッフ
- 監督：リチャード・クワイン
- 製作：ジョージ・アクセルロッド、ゴードン・キャロル
- 脚本：ジョージ・アクセルロッド
- 撮影：ハリー・ストラドリング
- 編集：デビッド・ウェイジス
- 音楽：ニール・ヘフティ